# Pierre Anctil
Pour les articles homonymes, voir Anctil.
Pierre Anctil est un historien et un professeur québécois. Spécialiste de la culture juive et de l'histoire de l'immigration au Québec et au Canada, ses travaux ont initié un nouveau champ de recherche au confluent de la culture juive, des études québécoises et canadiennes et de la traduction culturelle.
Ses travaux portent sur la communauté juive de Montréal et l'histoire des Juifs au Canada, sur la littérature yiddish et l'œuvre du poète Jacob-Isaac Segal. Il publie également sur l'histoire de la presse yiddish de Montréal, sur l'histoire de la presse de langue française au Canada au 20e siècle et sur l'histoire de la diversité culturelle et linguistique dans le contexte montréalais.
Il a traduit une dizaine d'ouvrages du yiddish vers le français et publié une Histoire des Juifs du Québec.

## Biographie
Né à Québec, Pierre Anctil est diplômé de troisième cycle en anthropologie sociale à la New School for Social Research de New York.
Après avoir œuvré pendant huit ans à l'Institut québécois de recherche sur la culture (IQRC), il réalise un postdoctorat en études juives à l'Université McGill (1988-1991), où il dirige également le programme d'études canadiennes-françaises. À partir de 1991, il occupe divers postes dans la fonction publique québécoise, entre autres au Ministère des Relations avec les citoyens et de l'immigration, tout en poursuivant ses recherches sur la communauté juive de Montréal. De 1989 à 2000, il participe régulièrement à Dialogue Saint-Urbain, un organisme fondé par Jacques Langlais et David Rome, qui fait la promotion d'une meilleure connaissance mutuelle entre les Juifs et la majorité francophone au Québec, et auquel participent plusieurs intellectuels, écrivains et artistes, dont Victor Goldbloom, Naïm Kattan, Pierre Nepveu et Agnès Gruda.
De 1999 à 2000, il est chercheur invité à Pointe-à-Callière, musée d'archéologie et d'histoire de Montréal, où il réalise les expositions « Saint-Laurent. La Main de Montréal » (2002) et « L'archéologie et la Bible, du roi David aux Manuscrits de la mer Morte » (2003).
De 2002 à 2003, il est président du Conseil des relations interculturelles du Québec.
Il est Professeur associé au Département d'histoire de l'UQAM de 1996 à 2004. Il devient en 2004 le directeur de l'Institut d'études canadiennes de l'Université d'Ottawa et professeur titulaire au Département d'histoire de la même université. Il a été professeur invité à la Ernst-Moritz Universität (Greifswald, Allemagne) (2007), à l'Université de Zagreb, en Croatie (2007) et à l'Université hébraïque de Jérusalem, en Israël (2012). Enfin, il est chercheur au Centre de recherche Cultures Arts Sociétés (CELAT).

## Honneurs et distinctions
- 2020 Fonds Gérard-Parizeau : Prix Histoire Gérard-Parizeau - thème de l'histoire de l'immigration et de l'émigration au Québec[1].
- Finaliste, Prix littéraire du Gouverneur général 2018, section "Translation", pour son ouvrage Jacob-Isaac Segal. A Montreal Yiddish Poet and His Milieu, 2017, translated by Vivian Felsen.
- Finaliste, Prix littéraire du Gouverneur général 2018, section "Essais", pour son ouvrage Histoire des Juifs du Québec, 2017.
- 2018 Canadian Jewish Literary Award, cat. "History", pour son ouvrage Histoire des Juifs du Québec, 2017.
- Prix Rosa et feu David Finestone de la Bibliothèque publique juive de Montréal décerné au meilleur livre en études juives canadiennes (en français ou en anglais) pour son ouvrage Histoire des Juifs du Québec, 2017.
- Louis Rosenberg Canadian Jewish Studies Distinguished Service Award 2015.
- Prix du Canada en sciences humaines (2014) de la Fédération des sciences humaines du Canada pour son ouvrage Jacob-Isaac Segal (1896-1954). Un poète yiddish de Montréal et son milieu, 2012.
- Canadian Jewish Book Award (2013), section Yiddish, Toronto, pour son ouvrage Jacob-Isaac Segal (1896-1954). Un poète yiddish de Montréal et son milieu, 2012.
- Médaille Luc-Lacoursière 2013 de l'Université Laval pour son ouvrage Jacob-Isaac Segal (1896-1954). Un poète yiddish de Montréal et son milieu, 2012.
- Prix Jacob-Isaac Segal (2012) de la Bibliothèque publique juive de Montréal pour son ouvrage Trajectoires juives au Québec, Québec, 2010.
- Membre de la Société royale du Canada (depuis 2012).
- Prix Jacob-Isaac Segal (2008) de la Bibliothèque publique juive de Montréal pour la traduction du yiddish au français de l'ouvrage de Sholem Shtern Nostalgie et tristesse, 2006.
- Canadian Jewish Book Award (2003), Toronto, pour la traduction du yiddish vers le français de l'ouvrage d'Israël Medresh, Le Montréal juif entre les deux guerres, 2001.
- Prix Jacob-Isaac Segal (2002) de la Bibliothèque publique juive de Montréal pour la traduction du yiddish au français de l'ouvrage de Yehuda Elberg L'Empire de Kalman l'infirme.
- Prix Ézekiel-Hart du Congrès juif canadien, région du Québec (1998) pour une contribution exceptionnelle aux relations interculturelles de la part d'une personne n'appartenant pas à la communauté juive.

## Œuvres

### Ouvrages
- Le Rendez-vous manqué. Les Juifs de Montréal face au Québec de l'entre-deux-guerres, Québec, IQRC, 1988.
- (En collaboration avec Ira Robinson et Mervin Butovsky), An Everyday Miracle, Yiddish Culture in Montreal, Montreal, Vehicle Press, 1990.
- Jacob-Isaac Segal, Yidishe lider / Poèmes yiddish (traduit du yiddish), Montréal, Éditions Le Noroît, 1992.
- Israël Medresh, Le Montréal juif d'autrefois (traduit du yiddish), Sillery, Éditions du Septentrion, 1997.
- Tur Malka. Flâneries sur les cimes de l’histoire juive montréalaise, Sillery, Éditions du Septentrion, 1998.
- Simon Belkin, Di Poale-Zion bavegung in Kanade / Le mouvement ouvrier juif au Canada, 1904-1920 (traduit du yiddish), Sillery, Éditions du Septentrion, 1999.
- Hirsch Wolofsky, Mayn lebns rayze. Un demi-siècle de vie yiddish à Montréal et ailleurs dans le monde, (traduit du yiddish), Sillery, Éditions du Septentrion, 2000.
- (En collaboration avec Ira Robinson et Gérard Bouchard), Juifs et Canadiens français dans la société québécoise, Sillery, Éditions Septentrion, 2000.
- Israël Medresh, Le Montréal juif entre les deux guerres (traduit du yiddish), Sllery, Éditions du Septentrion, 2001.
- (En collaboration avec David Rome), Through the Eyes of the Eagle. The Early Montreal Yiddish Press, 1907-1916, Montreal, Vehicle Press, 2001.
- Yehuda Elberg, L’empire de Kalman l’infirme (traduit du yiddish), Montréal/Paris, Éditions Leméac.
- Saint-Laurent, la Main de Montréal/ Saint-Laurent, Montreal's Main, Sillery, Éditions du Septentrion, 2002.
- « A. M. Klein : the Poet and His Relations with French Québec », dans Richard Menkis et Norman Ravvin (éds.), The Canadian Jewish Reader, Calgary Red Deer Press, 2004.
- Haïm-Leib Fuks, Cent ans de littérature yiddish et hébraïque au Canada (traduit du yiddish), Sillery, Éditions Septentrion, 2005.
- Sholem Shtern, Nostalgie et tristesse. Mémoires littéraires du Montréal yiddish (traduit du yiddish), Montréal, Éditions Le Noroît, 2006.
- (En collaboration avec Norman Ravvin et Sherry Simon), New Readings of Yiddish Montreal / Traduire le Montréal yiddish, Ottawa, Presses de l'Université d'Ottawa, 2007.
- Hershl Novak, La première école yiddish de Montréal (traduit du yiddish), Sillery, Éditions du Septentrion, 2009.
- Trajectoires juives au Québec, Québec, Presses de l'Université Laval, 2010.
- Fais ce que dois. 60 éditoriaux pour comprendre Le Devoir sous Henri Bourassa (1910-1932), Sillery, Éditions du Septentrion, 2011.
- (En collaboration avec Ira Robinson), Les communautés juives de Montréal. Histoire et enjeux contemporains, Sillery, Éditions du Septentrion.
- (En collaboration avec Howard Adelman), Religion, Culture, and the State: Reflections on the Bouchard-Taylor Report, Toronto, University of Toronto Press, 2012.
- Jacob-Isaac Segal (1896-1956). Un poète yiddish de Montréal et son milieu, Québec, Presses de l'Université Laval, 2012.
- Soyons nos maîtres. 60 éditoriaux pour comprendre Le Devoir sous Georges Pelletier (1932-1947), Sillery, Éditions du Septentrion, 2013.
- À chacun ses Juifs. 60 éditoriaux pour comprendre la position du Devoir à l'égard des Juifs (1910-1947), Sillery, Éditions du Septentrion, 2014.
- (En collaboration avec Simon Jacobs), Les Juifs de Québec. Quatre cents ans d'histoire, Québec, Presses de l'Université du Québec, 2015.
- Do What You Must. Selected Editorials from Le Devoir under Henri Bourassa (1910-1932), traduit par Tonu Onu, Toronto, Publications of the Champlain Society, no 77.
- Marc Chagall, Mon univers. Autobiographie, traduit du yiddish avec Chantal Ringuet, Montréal, Fides, 2017.
- Histoire des Juifs du Québec, Montréal, Éditions du Boréal, 2017.
- Jacob-Isaac Segal. A Montreal Yiddish Poet and His Milieu, translated by Vivian Felsen, Ottawa, University of Ottawa Press, 2017.
- Mon voyage au Canada de Sholem Shtern, traduit du yiddish par P. Anctil, préface de Chantal Ringuet, Montréal, Éditions du Noroît, 2018.

### Articles et chapitres d’ouvrages (sélection)
- « Vers une relecture de l’héritage littéraire yiddish montréalais », Études françaises, vol. 37, no 3,‎ 2001, p. 9-27 (lire en ligne)
- « Défi et gestion de l'immigration internationale au Québec », Cités, vol. 23, no 3,‎ 2005, p. 43-55 (lire en ligne)
- « Quel accommodement raisonnable ? », Éthique publique, vol. 9, no 1,‎ 2007 (lire en ligne)